# Heristo

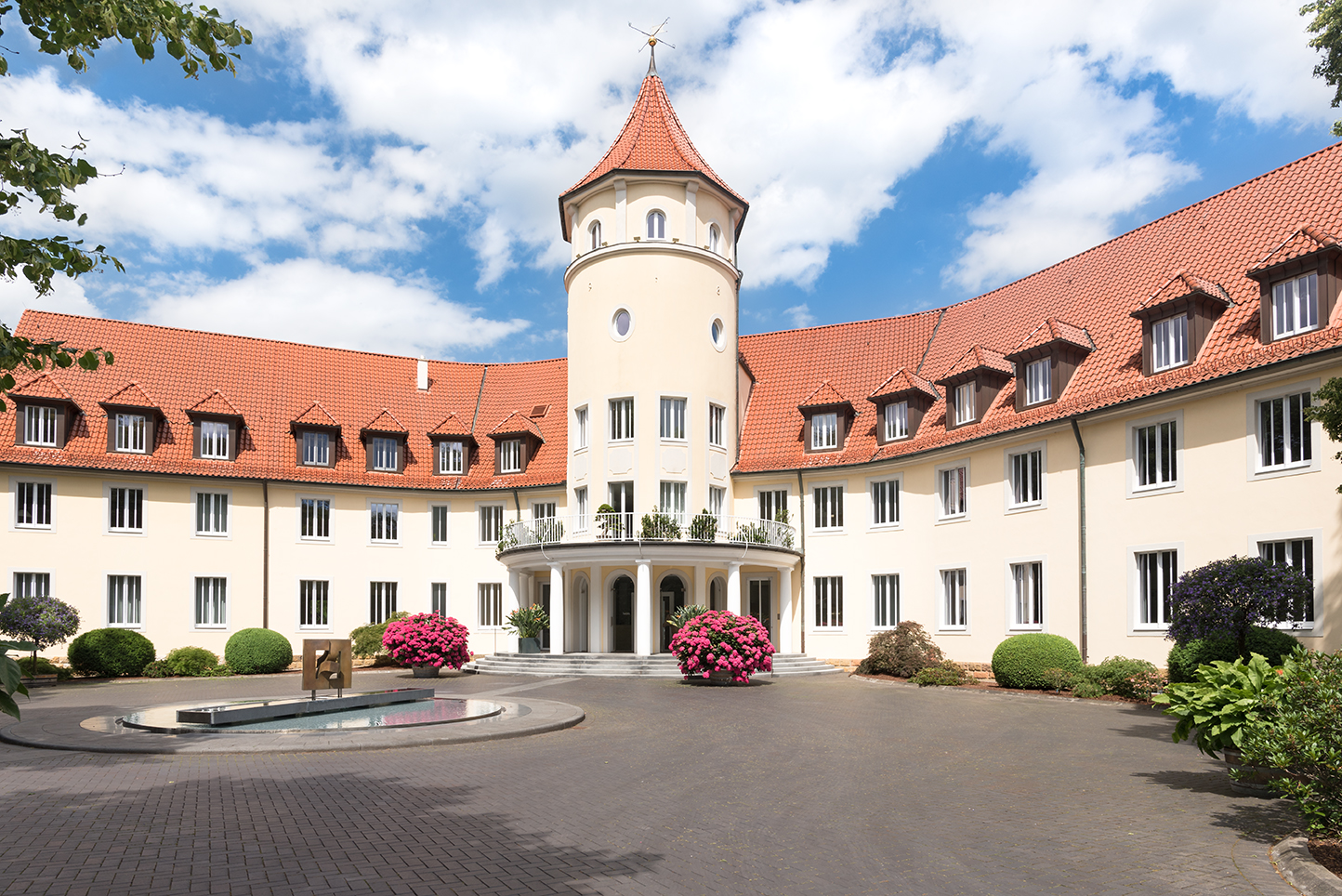
Unternehmenszentrale in Bad Rothenfelde

Die Heristo Holding GmbH (Eigenschreibweise: heristo holding gmbh) ist die Konzernobergesellschaft des Heristo-Konzerns mit Hauptsitz in Bad Rothenfelde. Der Heristo-Konzern produziert und vertreibt Lebensmittel und Heimtiernahrung. Er befindet sich vollständig im Besitz der Familie Risken.
Heristo ist ein Akronym aus Heinrich Stockmeyer, dem Namen des Unternehmensgründers.

## Geschichte

### 1913 bis 1979
Das Ursprungsunternehmen Westfälische Fleischwarenfabrik Stockmeyer entstand 1913 aus der von Heinrich Stockmeyer und seiner Ehefrau Karoline übernommenen kleinen Metzgerei mit angeschlossener Gaststätte der Familie Middelkamp in Versmold. Heinrich Stockmeyer starb im Juni 1941, damals beschäftigte das Unternehmen 70 Mitarbeiter. Seine Ehefrau führte den Betrieb weiter. 1946 übernahmen die Kinder Werner Stockmeyer und Liselotte Stockmeyer-Risken die Unternehmensleitung. 1950 waren 200 Mitarbeiter angestellt.
In den 1960er Jahren entschlossen sich die Geschwister, nach US-amerikanischem Vorbild die Herstellung von SB-verpackter Wurst zu starten. Auf diesem neuen Gebiet übernahm das Unternehmen eine Vorreiterrolle und beschäftigte Ende der 1960er Jahre rund 800 Mitarbeiter bei einem Jahresumsatz von 100 Millionen DM. 1970 erfolgte die Umwandlung in eine Aktiengesellschaft.
Um der wachsenden Nachfrage gerecht zu werden, verlegte das Unternehmen 1972 einen Teil der Produktion nach Füchtorf, rund zehn Kilometer westlich von Versmold. Im Jahr darauf betrat das Unternehmen den Markt für Fertiggerichte: Es stieg in die Diedrich Buss GmbH in Ottersberg bei Bremen ein, die 1975 vollständig übernommen wurde.

### 1979 bis 2005
Die Söhne von Liselotte Stockmeyer-Risken, Arno Risken und Heinrich W. Risken, übernahmen 1979 die Unternehmensleitung. Sie expandierten und erschlossen neue Geschäftsfelder, vor allem durch Zukäufe. So wurde 1985 das Wuppertaler Unternehmen Füngers Feinkost übernommen. Zwei Jahre später kauften sie einen Betrieb zur Herstellung von Haustierfutter in Hattem (Niederlande). Im Bereich Feinkost kamen 1996 Crustimex Seafood und Meerimex zur Gruppe. Drei Jahre später folgte der Einstieg bei Appel Feinkost. 2001 kam die Fleischwarenfabrik Waltner (Köln) hinzu sowie der Einstieg bei der Fleischwarenfabrik Balcerzak i. Spolka in Polen. 2002 folgte der Kauf von Richter & Greif.
Ab 2003 war Heinrich W. Risken der Vorstandsvorsitzende des Unternehmens. Arno Risken zog sich im Februar 2003 aus der Unternehmensleitung zurück, nachdem Ermittlungen wegen eines Steuerdelikts gegen ihn begonnen hatten.
Anfang 2005 verkaufte Arno Risken seine Anteile an der Heristo AG und schied aus dem Unternehmen aus. Das Verfahren endete mit einer 14 monatigen Freiheitsstrafe auf Bewährung und einer Geldstrafe von 1,2 Mio. Euro. Arno Risken starb Mitte Mai 2023.

### Seit 2005
Die Stockmeyer Verwaltungs AG ist 2005 in Heristo AG umbenannt worden. 2005 übernahm die Gruppe die Mehrheit am Hamburger Fleisch- und Agrargroßhändler Peter Paulsen Import-Export.
Von August 2007 bis Juni 2011 war die Unternehmensgruppe Mehrheitseigner des Handball-Bundesligisten TBV Lemgo. Sie war von 2008 bis 2011 ebenfalls Hauptsponsor und Mehrheitsbeteiligter bei der Damen-Handball-Bundesligamannschaft ProVital Blomberg-Lippe.
Füngers Feinkost wurde Mitte 2010 an Wernsing verkauft. Im Jahr 2014 wurde Youcook erworben, ein Düsseldorfer Start-up-Unternehmen im Convenience-Bereich. 2017 übernahm das thailändische Unternehmen Charoen Pokphand Food Public Company die Mehrheitsbeteiligung an Peter Paulsen. 2019 entschied sich die Gruppe zur Errichtung einer Fertigungsanlage für Heimtierfutter in Terre Haute im US-Bundesstaat Indiana.
2021 übernahm Oliver Risken den Vorstandsvorsitz der Heristo AG, sein Vater Heinrich W. Risken wechselte in den Aufsichtsrat und übernahm dort den Vorsitz. Im selben Jahr erwarb Heristo den E-Bike- und Fahrradhersteller Möve Bike und veräußerte ihn dann 2023. Von Appel Fischfeinkost trennte sich die Gruppe Ende 2022.
Der Geschäftsbereich Petcare kündigte 2023 eine deutsch-chinesische Forschungs- und Entwicklungsinitiative in China als Baustein seiner Internationalisierung an. Im November 2024 kündigte Heristo die Übernahme des Snack-Herstellers Mar-Ko Fleischwaren an. 2024 fand außerdem die erste Veranstaltung des von Heristo initiierten „Zukunftsdialogs Mittelstand“ statt; Gäste waren Sigmar Gabriel und Norbert Winkeljohann, Markus Lanz moderierte.

## Kartell
Ein Tochterunternehmen von Heristo, die Westfälische Fleischwarenfabrik Stockmeyer GmbH, war am sogenannten „Wurstkartell“ beteiligt, das von 1982 bis 2011 bestand und vom Bundeskartellamt 2014 mit einer Gesamtgeldbuße von 338,5 Mio. Euro belegt wurde.
Mit einer Gesamtlaufzeit von fast 30 Jahren gehört das Wurstkartell zu den langlebigsten Kartellen. Mit einer Gesamtgeldbuße von 338,5 Mio. Euro ist es das Kartell mit der höchsten Geldbuße im Lebensmittelbereich.
- Liste der höchsten Strafen wegen Wettbewerbsverstöße in der EU

## Struktur
Die Konzernobergesellschaft der Gruppe ist die Heristo Holding GmbH mit Sitz in Bad Rothenfelde. Sie stellt den Konzernabschluss auf. Im Konzernabschluss für das Geschäftsjahr 2021 wurden 40 Unternehmen berücksichtigt. Hinzu kamen vier nicht konsolidierte verbundene Unternehmen und vier Beteiligungen. Die Heristo AG ist eine Zwischenholding.

### Kerngeschäft und Nebengeschäfte
Die Gruppe hat ihr Kerngeschäft in vier Feldern organisiert:
- In der Stockmeyer Gruppe fasst Heristo die Aktivitäten der Wurstherstellung zusammen.
- Im Geschäftsfeld Buss kümmert sich Buss in Ottersberg um die Herstellung von ungekühlten und gekühlten Fertiggerichten; Youcook stellt Convenience Food her, das im Supermarkt erhältlich ist.
- Die saturn petcare group produziert und vertreibt Heimtiernahrung. Die Erzeugnisse kommen aus den Bereichen Nassnahrung, Trockennahrung, Snacks und Backwaren. Über den Fachhandel, Züchter und Tierärzte wird die Premiummarke animonda petcare vertrieben.
- Im Geschäftsfeld conSup convenient supplies organisiert heristo zum einen den Export und Import eigener Fertigprodukte. Auch gruppenfremde Produzenten sind Kunden in diesem Geschäftsfeld für Groß- und Außenhandel. Das Geschäftsfeld steht zum anderen für den Import von Fleisch aus Südamerika, Irland, Neuseeland und weiteren Ländern.

Jenseits dieses Kerngeschäfts ist die Gruppe auch im Mobilitätsbereich tätig: Die HTM Gruppe ist ein Luftfahrtunternehmen mit Schwerpunkt Hubschrauberbetrieb.

### Stiftungen
1995 gründete heristo die Heinrich-Stockmeyer-Stiftung, deren Zweck „Förderung und Unterstützung jeglicher Art von wissenschaftlicher Lebensmittelforschung im Interesse sicherer Nahrungsmittel und die Förderung des Verbraucherschutzes in den Bereichen Lebensmittel und Ernährung“ ist. Sie vergibt beispielsweise Wissenschaftspreise.
Die 2011 gegründete Heinrich W. Risken-Stiftung fördert Kultur, Kunst, Heimatpflege, Heimatkunde und Naturschutz sowie Artenschutz.

## Kritik
Heristo wurde wiederholt von Foodwatch für irreführende Werbepraktiken kritisiert: Die als gesunder Kindersnack beworbenen Produkte der Marke Ferdi Fuchs seien aufgrund des Salzgehalts nicht auf die Ernährungsbedürfnisse von Kindern abgestimmt. Das Unternehmen wies die Kritik zurück.

## Ehrungen
Das Ursprungsunternehmen Stockmeyer wurde im Jahr 2011 zum zweiten Mal mit dem Bundesehrenpreis vom Bundesministerium für Ernährung, Landwirtschaft und Verbraucherschutz ausgezeichnet.
Im Jahr 2015 erhielt das Unternehmen für die Unterstützung der „lichtsicht Projektions-Biennale“ den Deutschen Kulturförderpreis des Kulturkreises der deutschen Wirtschaft.